# Pseudobagrus analis
Pseudobagrus analis är en fiskart som först beskrevs av Nichols, 1930.  Pseudobagrus analis ingår i släktet Pseudobagrus, och familjen Bagridae. Inga underarter finns listade.
Arten är endemisk i Kina och återfinns bland annat i Jiangxi-provinsen.